# Алмазная (шахта)
ГОАО «Шахта» Алмазная" входит в ГХК «Добропольеуголь». Расположена в городе Доброполье Донецкой области.

## История
В 1892 году на территории шахты начата разработка каменного угля. В 1900 г. были открыты две кустарные шахты, названные Ерастивськими каменноугольными . В 1910 г. было создано акционерное общество. В 1925 году общество переименовано в «Шахта 17-18 имени РККА». До 1930 г. шахта выдавала на-гора 1300 тонн угля в сутки. В 1953 г. на базе шахтных поселков было создано город Доброполье.
Государственное открытое акционерное общество Шахта «Алмазная» было образовано в 1996 г. путем акционирования государственного предприятия «Шахта имени РККА». В 1997 году шахту переименована в шахту «Алмазная». Шахта является дочерним предприятием ГХК «Добропольеуголь» и фактически остается государственным предприятием.

## Общие данные
Шахтное поле раскрыто 4 вертикальными, 2 наклонными стволами и 3 вентиляционными шурфами. Максимальная глубина работ 860 м. Протяженность горных выработок 86/120 км (1990/1999).
Шахта отнесена к сверхкатегорным по метанообильности, опасна по взрыву угольной пыли. Отрабатывает пласты l1 и m5 мощностью 1,1-2,2 м (1999) с углом падения 9-11°.
Количество очистных забоев 5/2 (1990/1999), подготовительных 10/4 (1990/1999). На очистных работах используют комплексы К-87Л, КДД, 3МДТ, на проходческих — комбайны ГПКС.
Количество работающих: 3500/2520 чел. В том числе подземных 2600/1700 чел. (1990/1999).
Адрес: 85000, ул. Низовая, г. Доброполье, Донецкая обл.

## Динамика добычи
Фактическая добыча в 2001 г. составляла 2500—2700 т/сутки. В 2003 г. добыто 804 тыс. т угля. В 2014 г. — 585 000 тонн. В 2015 г. — 1 млн т.